# Валлійський націоналізм
Валлійський націоналізм проповідує ідею своєрідності валлійської мови, культури та історії. Прихильники валлійського націоналізму борються за розширення автономії Уельсу, включаючи незалежність від Сполученого Королівства . 

## Завоювання Уельсу

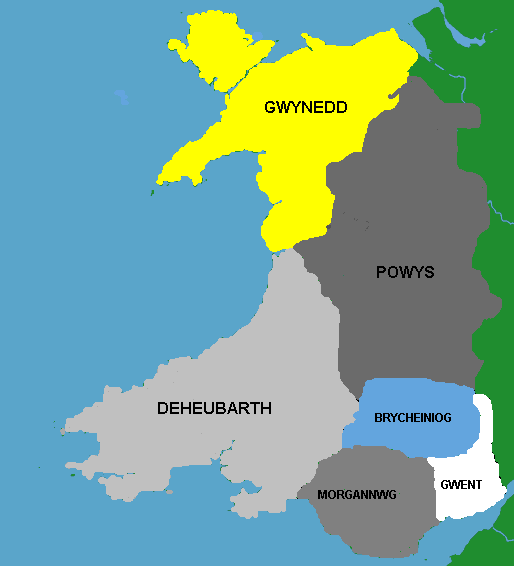
Уельс в роки Середньовіччя

Перед початком нормандського завоювання Англії Уельс був розділений на кілька королівств. Багато правителів намагалося об'єднати Уельс, але відразу після їх смерті створені ними держави розпадалися. Як приклад можна привести Хівела ап Каделл і Родрі Великого . У XII столітті король Англії Генріх II Плантагенет скористався роздробленістю Уельсу і ворожнечею валлійських королівств. У 1157 році в союзі з валлійським королівством Повіс він розгромив Гвінед . У 1171 році був розгромлений Дехейбарт, і під владою Англії виявилася значна частина Уельсу. У 1282 році після приєднання Гвінеда Уельс втратив будь-яку державність, але зберіг самоврядування. Після входження до складу Англії валлійці дуже часто піднімали повстання. Найбільш відомо повстання Оуайна Гліндура в 1400 році, яке було жорстоко придушене. Приймався ряд репресивних заходів щодо населення, зокрема обмеження використання валлійської мови. Бунти тривали до битви при Босворті в 1485 році . 

## Зародження валлійського націоналізму
Валлійські співаки складали пісні з мрією про незалежність Уельсу. Вони вірили, що прийде герой і звільнить країну від Англії. 
Генріх VIII інтегрував Уельс в англійську правову систему, але скасував укази, які були прийняті після повстання Оуайна Гліндура. Він також дав політичне представництво в Вестмінстерському парламенті Уельсу. Було встановлено самоврядування по англійському зразку, використання англійської мови як офіційної. 
Пригнічення валлійських традицій, звичаїв, мови, культури привели до зародження валлійського націоналізму. 

## Революційні ідеї
Поряд з рештою Європи наслідки Французької революції відчувалися в Уельсі. Революційні ідеї виходять на перший план для незначної меншості валлійського народу. Їх дотримувалися такі люди як Річард Прайс, Іоло Моргануг і Морган-Джон Райс . Вони хотіли звільнити Уельс шляхом народного повстання. 
Однак існував рух валлійських методистів, який не приймав кровопролиття. Методисти вважали, що англійський уряд поступово подарує незалежність Уельсу. 

## XIX століття
Швидка індустріалізація Уельсу, особливо в Мертир-Тідвіле, привела до зародження радикальних рухів валлійського робітничого класу і повстань: в 1831 році в Мертир-Тідвіле і в Ньюпорті в 1839 році, під впливом чартизму . 
Зі створенням Пресвітеріанської церкви Уельсу посилився радикалізм і лібералізм в рамках церкви баптистів і конгрегационалістів. Цей радикалізм, про що свідчать Конгрегаціоналістської міністр Девід Різ в Лланеллі, видавав радикальний журнал Y Diwygiwr в 1835 - 1865 рр. Але він не був голосом волаючого в пустелі: Вільям Різ (також відомий як Гвілім Хіратог), створеної радикальної Рік Amserau (The Times) в 1843, і в тому ж році Семюел Робертс також встановлено інший радикального журналу, Y Cronicl (хроніка). Обидва були конгрегації пасторів. 
Зростання радикалізму і поступова політизація життя валлійців не знаходили наскільки-небудь успішного шансу для встановлення національної політичної організації, здатної до просування валлійського націоналізму. Але всередині Ліберальної Партії дійсно з'являлися голоси, які змогли завоювати представницькі місця в Уельсі в дев'ятнадцятому столітті. Вони розширили повноваження, отримавши мовчазну підтримку серед активних членів валлійського суспільства. З цим же наміром в 1886 році за зразком партій Молода Ірландія, Cymru Fydd було створено Рух незалежності, але цей рух проіснував недовго. 
Для більшості валлійців, однак, більш важливе питання полягало не в незалежності і самоврядування, а в розпуску англіканської церкви в Уельсі. Проте, їх неполітичний націоналізм був досить сильним, щоб створити національні інститути: Університет Уельсу в 1893 році, Національна бібліотека Уельсу і Національний музей Уельсу в 1907 році. 

## Зрада Синьої книги
Відносини між народами погіршились в результаті публікації "Доповідей уповноважених з розслідування стану освіти в Уельсі" в 1847 році. У доповідях система освіти в Уельсі була представлена в жахливому стані, і це не дивлячись на те, що самі уповноважені були виключно англомовними, в той час як сама система освіти в значній мірі проводилася валлійською мовою. Проте, перевіряючі прийшли до висновку, що валлійці були люди брудні, неосвічені, ледачі, забобонні, брехуни і п'яниці, і все це тому, що вони були нонконформістами і говорили валлійською. Незабаром доповідь було названо Brad y Llyfrau Gleision, або "Зрада Синьої книги", оскільки доповідь видавався в синій обкладинці, 

## Вплив європейського націоналізму
З початком дев'ятнадцятого століття, валлійський націоналізм проповідували Майкл Д. Джонс (1822-1898) і А. П. Емріс Іван (1848-1906). Натхненні європейськими революціями 1848 року і зростанням ірландського націоналізму, вони говорили, що Уельс відрізняється від Англії власною мовою (якою розмовляла більшість жителів), і нонконформістською формою християнської релігії, яка стикається з численними переслідуваннями з боку державної англіканської церкви.

## XX століття і сьогоднішній день
Націоналізм в XX столітті в Уельсі значно посилився, але не настільки, як у Східній Європі, або в Ірландії. У різний час як Лейбористська, так і Ліберальна партія виступали за розширення валлійського самоврядування. Однак вперше про повну незалежність заговорили саме з створення партії Плайд Кемри (Партія Уельсу) в 1925 році. 
Ті, що прийшли в 1997 році в ході загальних виборів у Великій Британії до влади лейбористи стримали свою передвиборну обіцянку і провели референдум з питання про створення Валлійської Асамблеї (регіонального парламенту). В результаті референдуму незначну більшість в Асамблеї отримала Плейд Кемри, ліберал-демократи, а значна частина валлійського суспільства підтримала пропозиції уряду лейбористів. 
В наш час в Уельсі існує близько десятка щодо нечисленних партій та політичних груп, які проводять політику в руслі валлійського націоналізму і стоять на різноманітних ідеологічних платформах (за останні пів-століття з'явилися і були розпущені такі партії як "Незалежний Уельс", "Вперед, Уельс", "Червоний Уельс", Валлійський соціалістичний альянс тощо).